# Where I Am (песня Ани Ниссен)
«Where I Am» (с англ. — «Где я») — песня датской певицы Ани Ниссен, представленная на конкурсе «Евровидение-2017» в Киеве.

## Евровидение
Аня Ниссен принимала участие в «Melodi Grand Prix 2017», национальном отборе Дании на Евровидении 2017 года 19 января 2017 года. Песни были выпущены в Дании 20 февраля 2017 года. Во время финала, состоявшегося 25 февраля 2017 года Ниссен перешла в суперфинал в качестве одного из трех лучших финалистов в первом раунде, вместе с Идой Уной и Йоханной Бейджбом. Она выиграла конкурс, заработав 64 % голосов от зрителей и жюри. Ниссен представляла Данию на Евровидении 2017, где Дания соревновалась в первой половине второго полуфинала.

## Композиция
| №  | Название     | Длительность |
| -- | ------------ | ------------ |
| 1. | «Where I Am» | 2:59         |